# Yusuf Habib
Yusuf Habib Mansoor Shabaan (ur. 9 stycznia 1998 w Manamie) – bahrajński piłkarz grający na pozycji bramkarza. Jest wychowankiem klubu Malkiya Club.

## Kariera piłkarska
Swoją karierę piłkarską Habib rozpoczął w klubie Malkiya Club, w którym w 2017 roku zadebiutował w pierwszej lidze bahrajńskiej.

## Kariera reprezentacyjna
W 2019 roku Habib został powołany do reprezentacji Bahrajnu na Puchar Azji.